# Sa Maimona
Sa Maimona (també anomenada algun cop sa Marimona) és una possessió del terme municipal de Llucmajor, Mallorca, situada al nord-est del municipi.
Sa Maimona està situada entre la serra Llarga i les possessions de Son Bonaventura, Son Gener, Binilagant i Binificat. En el Llibre del Repartiment de Mallorca figura l'alqueria Almaymona, de 6 jovades que fou pels cavallers de l'orde del Temple. El 1321 pertanyia a Pere de Maimona i confrontava amb les possessions del rafal Desmàs, sa Bastida de Porreres i Alcoraia. El 1342, Jaume de Maimona la vengué a Blanca de Salelles. El 1460 era de Joan Sureda i el 1496 pertanyia al cavaller Salvador Sureda. El segle xvii se'n separà la possessió de sa Maimoneta. Donà nom al puig de sa Maimona.